# シリウス (野球チーム)
シリウス（Sirius）とは、日本野球機構（NPB）のイースタン・リーグ（ファーム）7球団が合同で、各所属球団の育成選手を主体として結成した野球チームである。
2009年、読売ジャイアンツと千葉ロッテマリーンズの2球団による連合チームとして発足した。2010年はイースタン全7球団による連合チームとなったが、2011年以降は事実上活動休止している。

## 概要
2005年以後、二軍はイースタン・リーグ7球団、ウエスタン・リーグ5球団といずれも所属球団数が奇数となり、節によって試合がない球団が必ず存在することになった。そのため、同一チーム内での紅白戦や社会人野球・独立リーグのチームとの交流試合などを開催して実戦感覚を養うようにしていたが、必ずしも全員が出場できるわけではなかった。
そこでイースタン・リーグでは2007年から、出場機会の少ない二軍選手や育成選手を主体としたチーム「フューチャーズ」を結成し、イースタン所属球団や独立リーグの球団、さらには社会人野球のチームと対戦して実戦感覚を養うためのイースタン・リーグ チャレンジ・マッチを開催している。
更に2009年シーズン前、イースタン所属7球団の中でも特に育成選手の所属人数が多い巨人（12人所属）とロッテ（15人所属）は、若手選手のさらなる実戦機会の確保に関して思惑が一致し、両球団による混成チーム編成の検討を進め、同年3月2日に連合チーム「シリウス」編成の記者発表を行った。シリウスはおおいぬ座α星の固有名で、「灼熱」「輝く星」などの意味をもつ。シリウスは巨人・ロッテの育成選手を主体に、主に社会人野球のチームと対戦することを目的に編成。年間24試合（両球場各12試合）を開催し、監督は読売ジャイアンツ球場開催分を金杞泰（巨人二軍打撃コーチ）が、ロッテ浦和球場開催分を佐藤幸彦（ロッテ編成調査担当）がそれぞれ務めることになった。また試合名称は両球団のイニシャルを配し「シリウスGAME」と銘打たれ、独自のユニフォームも用意された（スポンサーのアディダスジャパンがシャツのみを供給し、その他は各々の所属球団のユニフォームを着用）。
席上、巨人・清武英利球団代表はシリウスについて「当面は日本野球連盟 (JABA) 公認の地方大会の出場を目指し、将来的にはJABAに所属するクラブチームとして登録したい」と構想を明かしている。結局同年は、社会人野球のチームや独立リーグの球団を相手に「シリウスGAME」24試合を編成、2試合が中止となったが22試合が行われた。なお社会人公式戦への出場は、同年の段階では見送られている。
シリウスの2010年の活動方針は、同年1月13日に東京都で開催されたイースタン・リーグの運営委員・監督合同会議において定められた。巨人・ロッテに加え、北海道日本ハムファイターズ・東北楽天ゴールデンイーグルス・埼玉西武ライオンズ・東京ヤクルトスワローズ・湘南シーレックスのイースタン・リーグの他5球団が合流して、同リーグの全球団から育成選手を中心にメンバーを編成することになった。但し育成選手が在籍しない日本ハム・西武の2球団は、一部試合のみスポット参加する方向で調整が進められることになった。またシーズン開始前にはJABAに対し、クラブチームとしての登録申請を行うことも決定した。会議後、清武は「社会人との融合の第一歩」と評した上で「（JABA側からは）2大大会（都市対抗野球大会と社会人野球日本選手権大会への出場）は遠慮してくれと言われている」と明かした。
そして3月2日に同年の活動に関する記者発表を実施。ユニフォームも一新し、躍動する若い力を表現する赤で彩られた胸ロゴを配した完全オリジナルのデザインとなった。ホーム用・ビジター用の2種類が作製され、出場全選手には所属球団とは別に独自の背番号が付与される。またビー・エム・ダブリュー東京と株式会社ダイニチが新たにスポンサーとなり、ユニフォームの袖部分とヘルメットには両社のロゴが掲出される。引き続き巨人とロッテの2球団が中心となって運営を行い、前年と同様「シリウスGAME」において主に社会人野球のチームと対戦する他、初めてJABA主催の社会人公式戦にも参戦することになった。公式戦初戦は、5月に開催される「JABA新潟大会」（HARD OFF ECOスタジアム新潟）。席上、清武は同年シーズンの日程について「試合数は昨年の2倍ぐらいにしたい」と説明し、計40試合を目途に調整を行っている。また懸案のクラブチーム登録は同年の段階では見送り、実績を積んだ上で2011年シーズン以降の加盟を目指すとした。「シリウスBMW GAME」（前述のBMW東京が冠スポンサーとなったため改称）の監督は、ジャイアンツ球場開催分を退任した金に代わって藤田浩雅（巨人育成コーチ）が、ロッテ浦和開催分を引き続き佐藤幸彦が務め、社会人公式戦では藤田が監督として采配を振る。さらに江藤智（巨人育成コーチ）もシリウスの指導に加わることになった。
JABA新潟大会には日本ハム・西武の2球団を除く5球団から選手が派遣され、社会人公式戦初戦となった5月2日の2回戦は、ジェイプロジェクトに延長10回（タイブレーク方式）の末に4-2で辛勝。翌5月3日の準決勝はHard Ball Club 金沢に3-2で勝利も、続く決勝戦では東海理化の前に散発3安打と苦戦し、1-3で敗れ準優勝に終わった。2日間とも視察した清武は「心のどこかに『負けが許される』というプロのぬるま湯があるとしたら、それを見つけられる場として大事だと思った。選手が自分たちでグラウンドを整備するなど社会人野球のルールを体験できて、大会に参加させてもらっているという意識を持てたと思う」と話した。
9月に行われた「神栖市市長杯クラブ大会・兼関東クラブ選手権予選」に出場し優勝した。しかし関東クラブ選手権には、取り決め上プロチームの出場ができないため、準優勝のチームが繰り上げて出場する。
なお、シリウスのクラブチーム登録に関してはプロ主体のチームとあってアマチュア規約の改正が必要となることから、今後プロ・アマ双方で議論を進める必要がある。
2011年以後、いわゆる育成選手等、支配下登録外の選手を主とした「三軍」がそれぞれのチームで編成される機会が増えた影響から、連合チーム「シリウス」の活動は事実上休眠状態となり、同じように連合チームを組んで、イースタン・リーグ チャレンジ・マッチを戦う「フューチャーズ」に重きが置かれている。

## 参考
2009年の発足時
- 巨人とロッテ、2軍で連合チーム　出場機会増が目的 - ウェイバックマシン（2009年3月7日アーカイブ分） - MSN産経ニュース、2009年3月2日18時36分
- 巨人＆ロッテ連合軍「シリウス」を結成（野球） ― スポニチ Sponichi Annex ニュース - 2009年3月3日
- 巨人とロッテで二軍連合軍結成～「シリウスＧＡＭＥ」で若手育成 - 読売ジャイアンツ公式サイト内ニュースサイト、2009年3月2日
- ロッテ・巨人 連合混成チーム強化試合「シリウスGAME」について - 千葉ロッテマリーンズ・オフィシャルサイト内ニュースサイト、2009年3月2日

2010年の運営概要
- イースタン７球団参加　新『シリウス』が誕生 - 2010年3月2日・読売ジャイアンツ